# قضیه لولا
قضیهٔ لولا قضیه ای در هندسه مسطحه است که بیان می‌کند :اگر دو ضلع مثلثی برابر با دو ضلع مثلث دیگری باشد و زاویهٔ میان آن دو ضلع در مثلث اول بزرگتر باشد آنگاه ضلع سوم در مثلث اول (ضلع مقابل به زاویه میان آن دو ضلع) بزرگتر است از ضلع سوم در مثلث دوم.
این قضیه بیست و چهارمین قضیهٔ مقالهٔ اول اصول اقلیدس است و در آنجا اینگونه بیان می‌شود:
هرگاه در دو مثلث دو ضلع نظیر به نظیر مساوی باشند ولی زاویهٔ بین آن‌ها در یک مثلث از نظیرش در مثلث دیگر بزرگتر باشد آنگاه ضلع روبه رو به زاویهٔ بزرگتر نیز در آن مثلث از نظیرش در مثلث دیگر بزرگتر است.